# Starting Over (中西圭三のアルバム)
『Starting Over』（スターティング・オーヴァー）は、中西圭三4枚目のスタジオ・アルバム。1994年3月23日発売。

## 解説
前作に続きオリコンチャート1位獲得。ジャケット・歌詞ブックレットには国立代々木競技場界隈で撮影された、中西の姿を掲載。「眠れぬ想い」「たったひとつの愛を」「A.C.E.」「非情階段」4曲のシングルを収録。中西単独作曲楽曲が収録曲の大半を占める。

## 収録曲
全編曲：小西貴雄（特記以外）全作曲：中西圭三（特記以外）
1. STARTING OVER　4:44
作詞：売野雅勇
「ハウステンボス」CM
2. RAINSCAPE　4:28 　
作詞：売野雅勇
3. 明日はきっといい日　4:35
作詞：売野雅勇
「ホンダ・トゥデイ」CM
4. 早春　 4:33
作詞：朝水彼方
5. 眠れぬ想い (orchestral style)　5:23
作詞：朝水彼方　編曲：服部隆之
9thシングルの別バージョン。
6. 永遠の名前　5:03
作詞：朝水彼方　編曲：小林信吾
7. A.C.E.　4:13
作詞：売野雅勇
11thシングル。
8. 非情階段　05:20
作詞：朝水彼方
ゲスト・ボーカルは米倉利紀。同年7月27日にシングルカット。12cmCDシングル「非情階段（Hyper Radio Mix）」も同時発売。アルバム版とシングル版でアレンジがかなり異なる。「非情階段（Radio Mix）中西圭三Featuring米倉利紀」名義・米倉が正式にボーカルを担当・アルバム版収録ピアノ・ノイズの前奏と後奏が無い・間奏に中西のコーラス追加・フェードアウトで終わる等、数多の違いがある。
9. 2 a.m.　5:15
作詞：朝水彼方　作曲：中西圭三・小西貴雄　編曲：小林信吾
10. 夢の果てまで　4:37
作詞：売野雅勇
11. たったひとつの愛を　5：05
作詞：売野雅勇
10thシングル。
12. まわりみち (mirage mix)　6:08
作詞：朝水彼方